# Guri Richter
Guri Agnes Richter (7. juli 1917 i København – 21. august 1995) var en dansk skuespiller.
Richter blev uddannet fra Det Kongelige Teaters Elevskole i 1938 efter at have læst hos Henrik Malberg. Hun debuterede på scenen i 1937 i Nederlaget på Det Kongelige Teater. I 1940'erne blev han tilknyttet Aarhus Teater og 1950–1952 Odense Teater. Efter at have været omkring ABC Teatret vendte hun i 1962 tilbage til Det Kongelige Teater, hvor hun blev til 1981. Hun medvirkede sideløbende i mange spillefilm.

## Filmografi
- Barnet (1940)
- Gå med mig hjem (1941)
- Regnen holdt op (1942)
- I gabestokken (1950)
- Den rige enke (1962)
- Paradis retur (1964)
- Utro (1966)
- Mig og min lillebror (1967)
- Mig og min lillebror og storsmuglerne (1968)
- Mig og min lillebror og Bølle (1969)
- Farlig leg (1990)

### Tv-serier
- Livsens Ondskab (1972)